# Boerken
Boerken is de naam van een Belgisch speciaal bruin bier dat gebrouwen wordt door Brasserie Caulier voor Verstraeten H&S te Beveren (Oost-Vlaanderen). Het is een bier van hoge gisting met een alcoholgehalte van 9,5%. Boerken wordt verkocht in beugelflessen van 33 cl met een etiket waarop een landbouwer zittend op een melkkruk wordt voorgesteld. Dezelfde brouwerij brengt ook het 'zusterbier', Boerinneken op de markt.
Oorspronkelijk werd het bier gebrouwen in opdracht van Den Ouden Advokaat, maar sinds 2013 werd het overgenomen door de huidige bierfirma.
Buiten België en Nederland wordt het bier ook geëxporteerd naar Spanje.
Onder een Boerken verstaat men in België ook het iets minder hoge maar bredere pilsglas zonder ribben. Dit in tegenstelling tot het klassieke "ribbeken".